# 관성

관성(慣性, 영어: inertia)은 물체에 작용하는 힘의 총합이 0일 때, 운동의 상태를 유지하려는 경향을 말하며, 운동의 상태가 변할 때 물체의 저항력이다. 주로 버스 등이 출발할 때 정지해 있으려는 승객들이 뒤로 쏠리는 현상, 그리고 급정거할 때 계속 운동하려는 승객들이 앞으로 쏠리는 현상으로 설명된다. 관성의 원리는 물체의 운동과 적용된 힘에 의해 영향을 받은 물체를 기술하는데 사용된 고전 물리의 기본적인 원리의 하나이다. 관성의 영명인 이너티아(inertia)의 어원은 '게으르다, 쉬다'라는 뜻을 가진 라틴어 'iners'이다. 아이작 뉴턴은 그의 책 자연철학의 수학적 원리에서 관성을 제 1 법칙으로 정의했다.
뉴턴의 운동법칙중 제 1법칙인 "관성의 법칙"에서 뉴턴은 관성을 '외부 힘이 가해지지 않으면 물체는 일정한 속도로 움직인다'고 정의했다. 힘에 의해 속력과 방향이 변하기 전까지 물체는 항상 기존의 운동상태대로 움직이려고 한다는 의미이다. 움직이지 않는 물체가 힘이 작용하기 전까지 정지상태로 유지되는 것도 포함한다.
지구상에선 마찰력, 공기의 저항, 중력 같은 것이 관성이 유지되지 못하게 한다. 이런 힘들은 관성을 상쇄하여 물체가 결국은 정지하게 만든다. 그래서 아리스토텔레스 같은 학자들은 물체는 힘이 가해질 때만 움직이게 되는 것이라고 믿었다.
질량은 관성의 수치적인 측정량이다. 질량의 단위는 SI 단위계에서 킬로그램(kg)이다. 관성(질량)은 뉴턴 역학에서 외부힘에 대해 저항하는 정도를 말한다. 정지한 물체에 힘이 가해지지 않으면 그 물체는 정지를 계속한다. 운동하는 물체에 힘이 가해지지 않으면 그 물체는 운동 상태를 바꾸지 않고 등속 직선운동을 계속한다. 이것이 뉴턴의 제1법칙이다.

## 뉴턴의 제2법칙(가속도의 법칙)
{\displaystyle {\vec {a}}={\frac {\vec {F}}{m}}}
관성이 크면 같은 힘 {\displaystyle {\vec {F}}}을 더해도 가속도 {\displaystyle {\vec {a}}}는 작아진다. 여기서 질량 {\displaystyle {\boldsymbol {m}}}의 값의 크기는, 이 값은 각 물체의 관성의 크고 작음을 나타내는 양을 말하며 관성 질량으로 불린다.

## 같이 보기
- 관성모멘트의 목록
- 뉴턴의 운동 법칙
- 일반상대성이론
- 드리프트 주행